# Futurum
Futurum – drugi album studyjny polskiego rapera Fu. Wydawnictwo ukazało się 20 września 2002 roku nakładem wytwórni muzycznej Pomaton EMI. Płytę poprzedził wydany 27 lipca tego samego roku singel pt. Anioł stróż. Produkcji nagrań podjęli się sam Fu oraz Majki, Korzeń, Doniu, Karton, L.A., Sqra, Piooro i DJ Decks. Z kolei wśród gości na płycie znaleźli się m.in. Pono, Koras i Sokół.
Nagrania dotarły do 14. miejsca listy OLiS.
W 2022 roku na 20-lecie albumu została wydana reedycja płyty ze zmienioną poligrafią oraz dodatkowym utworem „Futurum” wyprodukowanym przez Sir Micha.

## Lista utworów
Opracowano na podstawie materiału źródłowego.
1. „Mój projekt, moje życie” (produkcja: Doniu, gościnnie: Sokół, miksowanie, mastering: Fu, Majki) – 04:54
2. „Regeneracja” (produkcja: Fu, Majki, trąbka: Korzeń, miksowanie, mastering: Fu, Majki) – 04:28
3. „Anioł stróż” (produkcja: Sqra, gościnnie: Pono, śpiew: Ana, miksowanie, mastering: Fu, Majki) – 04:28
4. „Dziś nie jest tak jak trzeba” (produkcja: Sqra, Karton, miksowanie, mastering: Fu, Majki) – 03:24
5. „Dystans” (produkcja: Fu, Majki, miksowanie, mastering: Fu, Majki) – 04:29
6. „Szach mat” (produkcja: Korzeń, scratche: DJ DFC, miksowanie, mastering: Fu, Majki) – 04:27
7. „Furorr” (produkcja: L.A., gościnnie: FMR, miksowanie, mastering: Fu, Majki) – 04:53
8. „Rap fleszbek” (produkcja: Doniu, Korzeń, śpiew: Ana, miksowanie, mastering: Fu, Majki) – 03:28
9. „Taki cel” (produkcja: Sqra, gościnnie: Jędker, miksowanie, mastering: Fu, Majki) – 05:15
10. „Opanuj strach” (produkcja: DJ Decks, gościnnie: WSP, WNB, scratche: DJ DFC, miksowanie, mastering: Fu, Majki) – 04:50
11. „Głos rozsądku” (produkcja: L.A., gościnnie: Alex, miksowanie, mastering: Fu, Majki) – 03:53
12. „Prosta sprawa” (produkcja: Sqra, gościnnie: Koras, miksowanie, mastering: Fu, Majki) – 05:27
13. „Czy na pewno?” (produkcja: Doniu, gościnnie: Pono, miksowanie, mastering: Fu, Majki) – 04:13
14. „Rozglądam się” (produkcja: Fu, Majki, gościnnie: Koras, miksowanie, mastering: Fu, Majki) – 04:31
15. „Mój aspekt” (produkcja: Piooro, miksowanie, mastering: Fu, Majki) – 04:18
16. „Futurum” (produkcja: Sir Michu) – 03:35 (dodatkowy utwór na reedycji z 2022)

Singel
| Anioł stróż |
| --- |
| Singel 1. "Anioł stróż" (produkcja: Sqra, gościnnie: Pono, śpiew: Ana, miksowanie, mastering: Fu, Majki) – 4:56 2. "Anioł stróż" (Wersja II) (produkcja: Karton, miksowanie, mastering: Fu, Majki) – 4:02 3. "Dystans" (produkcja: Fu, Korzeń, Majki, miksowanie, mastering: Fu, Majki) – 4:40 4. "Dystans (Remix)" (produkcja: Zdolny Dzieciak, miksowanie, mastering: Fu, Majki) – 4:23 5. "Furror (Remix)" (gościnnie: FMR, produkcja: Doniu, miksowanie, mastering: Fu, Majki) – 5:02 6. "Medley (Skit)" (produkcja: Majki, miksowanie, mastering: Fu, Majki) – 2:50 |